# Tristan Taormino
Tristan Taormino (Syosset, Nova York, 9 de maig de 1971) és una autora feminista nord-americana, columnista, educadora sexual, activista, editora, locutora, presentadora de ràdio i directora de cinema pornogràfic (també va aparèixer en tres pel·lícules, dues de les quals va dirigir, 1999-2000).

## Primers anys de vida
Tristan Taormino és filla única de Judith Bennett Pynchon i William J. Taormino. Per part de la seva mare de la família, Taormino és descendent de William Pynchon, un dels primers colons anglo-americans. També és neboda de l'autor Thomas Pynchon. Els seus pares es van divorciar abans que Tristan complís dos anys, quan el seu pare es va declarar gai. Va ser criada principalment per la seva mare a Long Island. Va mantenir una estreta relació amb el seu pare Bill Taormino, que va morir de sida el 1995. Taormino va assistir a la Sayville High School a Long Island i va ser la salutatoria de la seva classe de graduació. Es va graduar Phi Beta Kappa amb una llicenciatura en estudis americans a la Universitat Wesleyan el 1993.

## Carrera

### Llibres
Taormino és l'autora de set llibres, inclòs el premi Firecracker Book Award The Ultimate Guide to Anal Sex for Women.
Ha editat antologies, com ara la sèrie d'antologia anual guanyadora del Lambda Literary Award que va crear i editar entre 1996 i 2009, Best Lesbian Erotica, publicada per Cleis Press.
Va ser columnista habitual de The Village Voice de 1999 a 2008, on va escriure la columna sexual bisetmanal "Pucker Up". A la impremta, la seva columna va aparèixer davant de la columna Savage Love de Dan Savage. Va popularitzar i redefinir el terme "queer heterosexual" a la seva columna de 1995 "The Queer Heterosexual". Ella va escriure: "En alguns casos, es basa en el fet que un o els dos socis tenen expressions de gènere no tradicionals... o treballen activament en contra dels rols de gènere assignats. Alguns heterosexuals queer estan fortament alineats amb la comunitat, la cultura, la política i l'activisme queer, però estimen i desitgen persones d'un gènere diferent. També considero queer les persones que adopten models alternatius de sexualitat i relacions (poliamor, no monogàmia, BDSM, travestis), ja que etiquetar-les com a "heteros", tenint en compte les seves opcions de vida, sembla inadequat." Va ser acomiadada de The Village Voice el 2008. Ha escrit la columna "The Anal Advisor" per a la revista Hustler s Taboo des de 1999, i és una antiga columnista de Velvetpark. És l'antiga editora de On Our Backs, la revista de sexe lesbiana més antiga dels Estats Units produïda per lesbianes.

### Conferències i polèmica
Taormino ha impartit conferències a molts col·legis i universitats, on parla sobre temes gais i lesbianes, sexualitat i gènere i feminisme. Algunes de les seves aparicions universitàries han provocat controvèrsia, com a la Universitat de Carolina del Nord a Greensboro el 2004, Princeton, i, la més famosa, la Universitat Estatal d'Oregon el 2011, on els administradors la van desconvidar com a ponent principal a la Conferència sobre el sexe modern. Hi va haver un gran enrenou a Internet i molts van acusar l'OSU de prejudicis contra el sexe. L'incident va rebre l'atenció dels mitjans nacionals. Finalment, els estudiants van recaptar els fons i la van tornar a convidar ells mateixos.

### Cinema i televisió
Taormino va acollir el programa de televisió Sexology 101 a The Burly Bear Network l'any 2001, una xarxa de cable universitària propietat de Broadway Video de Lorne Michaels. Va ser experta habitual i panelista a Ricki Lake durant dues temporades el 2002 i el 2003. El 2003, va signar un acord de desenvolupament amb MTV Networks. Va exercir d'amfitriona i productora executiva al pilot de The Naughty Show, però la sèrie mai es va continuar. Ha aparegut com a experta en temes de sexe, relacions, feminisme, pornografia, no monogàmia i GLBT a Melissa Harris-Perry, Joy Behar: Say Anything, Real Sex de HBO, The Howard Stern Show, Ricki Lake, MTV i altres programes de televisió.
Taormino va treballar amb Spike Lee com a consultor de guió i amb el repartiment al plató de la seva pel·lícula She Hate Me del 2004. El 2006, va aparèixer com una anomenada "sextra" a la pel·lícula de John Cameron Mitchell, Shortbus, participant en una orgia no simulada que va ser filmada per a la pel·lícula. La seva presència la confirmà el director als comentaris del DVD. També va aparèixer al documental de Becky Goldberg de 2003 Hot and Bothered: Feminist Pornography i a Mr. Angel, el documental sobre Buck Angel (2013).

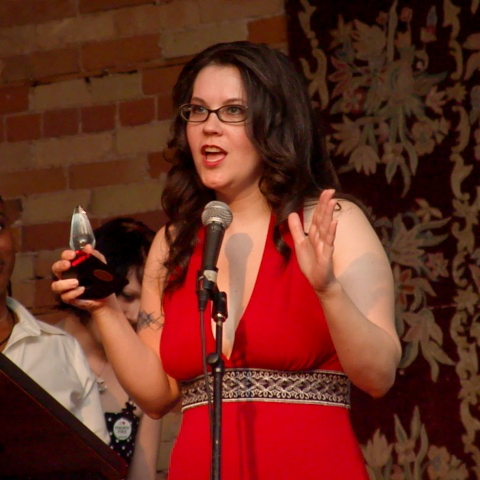
Taormino amb un Feminist Porn Award pel seu treball Chemistry (2007)

A més d'escriure, parlar i educació sexual, es considera una pornògrafa feminista. Va fer dos vídeos basats en el seu llibre The Ultimate Guide to Anal Sex for Women. El primer (1999) va ser codirigit per Buttman (John Stagliano) i Ernest Greene. El segon (2001) va ser dirigit per la mateixa Tristany. En ambdós vídeos, participa en les activitats sexuals a la pantalla. Posteriorment, va dirigir House of Ass de Tristan Taormino per a Adam & Eve, que mostra una sèrie d'estrelles del porno (des de famoses fins a desconegudes) interactuant sense guió. El 2006, va dirigir Tristan Taormino's Chemistry, que és la primera d'una sèrie de pel·lícules de llarga durada "darrera de escena" per a Vivid Entertainment on els intèrprets trien amb qui tenen sexe, què fan, on i quan. Va dirigir quatre volums de la sèrie Chemistry, així com pel·lícules d'educació sexual per a Vivid Ed, la línia d'educació sexual de Vivid Entertainment que va ser fonamental en la seva creació.

### Crítica
Rebecca Whisnant argumenta que el treball de Taormino representa un "porno feminista" basat en beneficis dins de la indústria de la pornografia més comercial basada en concepcions massa fines del feminisme i l'ètica sexual.

## Identitat sexual
Taormino diu sobre la seva sexualitat: "Realment no m'identifico amb l'etiqueta 'bisexual', ni em sembla que em descriu amb precisió... Em veig com a queer, ja que per a mi queer no només es tracta de qui estimo o de la luxúria, sinó de la meva cultura, la meva comunitat i la meva política. La veritat és que, fins i tot si estigués amb un noi heterosexual, m'identificaria encara com a queer". A més, es defineix com a "igualtat d’oportunitats". No li agrada la paraula "bisexual" ja que diu que "és massa polaritzant".
A més de ser una pública no monogàmia, Taormino dona suport al matrimoni gai: "Dono suport que el matrimoni gai sigui legalitzat a tots els estats. Tanmateix, crec que és lamentable que en alguns casos els opositors al matrimoni gai hagin utilitzat el tema contra el poliamor".

### Com a editora
- Pucker Up: the zine with a mouth that's not afraid to use it (Black Dog Productions, 1995–?) publisher and editor
- Best Lesbian Erotica (Cleis Press, 1996–2009) as Series Editor
- Ritual Sex (Rhinoceros Books, 1996) co-editor
- A Girl's Guide to Taking Over the World: Writings from the Girl Zine Revolution (St. Martin's Press, 1997) co-editor
- Hot Lesbian Erotica (Cleis Press, 2005) editor
- Best Lesbian Bondage Erotica (Cleis Press, 2007) editor
- Sometimes She Lets Me: Best Butch/Femme Erotica (Cleis Press, 2010) editor
- Take Me There: Trans and Genderqueer Erotica (Cleis Press, 2011) editor ISBN 978-1-57344-720-1
- The Ultimate Guide To Kink: BDSM, Role Play and the Erotic Edge (Cleis Press, 2012) editor ISBN 978-1-57344-779-9
- Stripped Down: Lesbian Sex Stories (Cleis Press, 2012) editor ISBN 978-1-57344-794-2
- The Feminist Porn Book: The Politics of Producing Pleasure (Feminist Press, 2013) co-editor ISBN 978-1-55861-818-3
- When She Was Good: Best Lesbian Erotica (Cleis Press, 2014) editor ISBN 978-1-62778-069-8

### Articles de revista
- Taormino, Tristan «The danger of protecting our children: government porn regulation threatens alternative representations and doesn't save kids». Yale Journal of Law and Feminism. Yale Law School, 18, 1, 2006, pàg. 277–282. Pdf.
- Voss, Georgina «Tristan Taormino interviewed by Georgina Voss». Porn Studies, 1, 1–2, 1-2014, pàg. 203-205. DOI: 10.1080/23268743.2014.888257.

## Vídeos
- Tristan Taormino's Ultimate Guide to Anal Sex for Women (Evil Angel, 1997) directoraa/productora/participant
- Ecstatic Moments (Pacific Media Entertainment, 1999) participant
- Tristan Taormino's Ultimate Guide to Anal Sex for Women 2 (Evil Angel, 2000) directoraa/productora/participant
- Tristan Taormino's House of Ass (Adam & Eve, 2006) directoraa/productora
- Tristan Taormino's Chemistry (Vivid / Smart Ass Productions, 2006) directoraa/productora
- Tristan Taormino's Chemistry, Vol. 2 (Vivid / Smart Ass Productions, 2007) directoraa/productora
- Tristan Taormino's Chemistry, Vol. 3 (Vivid / Smart Ass Productions, 2007) directoraa/productora
- Tristan Taormino's Chemistry, Vol. 4: The Orgy Edition (Vivid / Smart Ass Productions, 2008) directora/productora
- Tristan Taormino's Expert Guide to Anal Sex (Vivid-Ed / Smart Ass Productions, 2007) writer/directora/productora/hostatjadora
- Tristan Taormino's Expert Guide to Oral Sex, Part 1: Cunnilingus (Vivid-Ed / Smart Ass Productions, 2007) writer/directora/productora
- Tristan Taormino's Expert Guide to Oral Sex, Part 2: Fellatio (Vivid-Ed / Smart Ass Productions, 2007) writer/directora/productora/hostatjadora
- Tristan Taormino's Expert Guide to the G-Spot (Vivid-Ed / Smart Ass Productions, 2008) writer/directora/productora/hostatjadora
- Tristan Taormino's Expert Guide to Positions (Vivid-Ed / Smart Ass Productions, 2008) writer/directora/productora/hostatjadora
- Tristan Taormino's Expert Guide to Threesomes (Vivid-Ed / Smart Ass Productions, 2008) writer/directora/productora/hostatjadora
- Tristan Taormino's Expert Guide to Anal Pleasure for Men (Vivid-Ed / Smart Ass Productions, 2009) writer/directora/productora/hostatjadora
- Penny Flames's Expert Guide to Hand Jobs for Men and Women (Vivid-Ed / Smart Ass Productions, 2009) writer/directora/productora
- Tristan Taormino's Rough Sex (Vivid / Smart Ass Productions, 2009) directora/productora
- Penny Flames's Expert Guide to Rough Sex (Vivid-Ed / Smart Ass Productions, 2009) co-writer/co-directora/executive productora
- Midori's Expert Guide to Sensual Bondage (Vivid-Ed / Smart Ass Productions, 2009) directora/executive productora
- Tristan Taormino's Rough Sex 2 (Vivid / Smart Ass Productions, 2010) directora/productora
- Tristan Taormino's Rough Sex 3: Adrianna's Dangerous Mind (Vivid / Smart Ass Productions, 2010) directora/productora
- Tristan Taormino's Expert Guide to Advanced Fellatio (Vivid-Ed / Smart Ass Productions, 2010) writer/directora/productora/hostatjadora
- Tristan Taormino's Expert Guide to Female Orgasms (Vivid-Ed / Smart Ass Productions, 2010) writer/directora/productora/hostatjadora
- Tristan Taormino's Expert Guide to Advanced Anal Sex (Vivid-Ed / Smart Ass Productions, 2011) writer/directora/productora/hostatjadora
- Tristan Taormino's Expert Guide to Pegging: Strap-On Anal Sex for Couples (Vivid-Ed / Smart Ass Productions, 2012) writer/directora/productora/hostatjadora
- Tristan Taormino's Expert Guide to Female Ejaculation (Vivid-Ed / Smart Ass Productions, 2012) writer/directora/productora/hostatjadora
- Tristan Taormino's Expert Guide to Kinky Sex for Couples (Adam & Eve Pictures / Smart Ass Productions, 2013) writer/directora/productora/hostatjadora
- Tristan Taormino's Expert Guide to Bondage for Couples (Adam & Eve Pictures / Smart Ass Productions, 2013) writer/directora/productora/hostatjadora

## Premis
| Any  | Cerimònia                  | Resultat   | Premi / Categoria                              | Llibre /Film                                               |
| ---- | -------------------------- | ---------- | ---------------------------------------------- | ---------------------------------------------------------- |
| 2003 | Lambda Literary Award      | Guanyadora | Lesbian Erotica                                | Best Lesbian Erotica 2003                                  |
| 2004 | Lambda Literary Award      | Guanyadora | Lesbian Erotica                                | Best Lesbian Erotica 2004                                  |
| 2006 | Feminist Porn Award        | Guanyadora | n/a                                            | "House of Ass"                                             |
| 2007 | AVN Award                  | Guanyadora | Best Gonzo Release                             | Chemistry                                                  |
| 2007 | Feminist Porn Award        | Guanyadora | Hottest Gonzo Sex Scene & Hottest Diverse Cast | Chemistry                                                  |
| 2007 | Adam Film World Award      | Guanyadora | Best Couples Movie                             | Chemistry                                                  |
| 2007 | AVN Award                  | Nominada   | Best Oral Sex Scene                            | Chemistry                                                  |
| 2008 | Feminist Porn Award        | Guanyadora | Smutty Schoolteacher of the Year               | Tristan Taormino's Expert Guide to Oral Sex 1 & 2          |
| 2008 | AVN Award                  | Nominada   | Best Anal-Themed Release Scene                 | Tristan Taormino's Expert Guide to Anal Sex                |
| 2008 | AVN Award                  | Nominada   | Best Director, Non-Feature                     | Chemistry 3                                                |
| 2008 | AVN Award                  | Nominada   | Best Oral-Themed Release                       | Tristan Taormino's Expert Guide to Oral Sex 1: Cunnilingus |
| 2009 | AVN Award                  | Guanyadora | Best Educational Release                       | Tristan Taormino's Expert Guide to Oral Sex 2: Fellatio    |
| 2009 | AVN Award                  | Nominada   | Best Educational Release                       | Tristan Taormino's Expert Guide to the G-Spot              |
| 2009 | AVN Award                  | Nominada   | Best Oral Sex Scene                            | Tristan Taormino's Expert Guide to Oral Sex 2: Fellatio    |
| 2009 | AVN Award                  | Nominada   | Best Gonzo Series                              | Chemistry                                                  |
| 2010 | Feminist Porn Award        | Guanyadora | The Trailblazer Award                          | N/D                                                        |
| 2010 | Feminist Porn Award        | Guanyadora | Smutty Schoolteacher of the Year               | Tristan Taormino's Expert Guide to Anal Pleasure for Men   |
| 2010 | AVN Award                  | Guanyadora | Best Educational Release                       | Tristan Taormino's Expert Guide to Threesomes              |
| 2010 | AVN Award                  | Nominada   | Best Educational Release                       | Midori's Expert Guide to Sensual Bondage                   |
| 2010 | AVN Award                  | Nominada   | Best Educational Release                       | Penny Flame's Expert Guide to Rough Sex                    |
| 2010 | AVN Award                  | Nominada   | Best Educational Release                       | Tristan Taormino's Expert Guide to Anal Pleasure for Men   |
| 2010 | AVN Award                  | Nominada   | Best Specialty Release, Other Genre            | Rough Sex                                                  |
| 2010 | Feminist Porn Award        | Nominada   | n/a                                            | Rough Sex                                                  |
| 2010 | Feminist Porn Award        | Nominada   | n/a                                            | Penny Flame's Expert Guide to Rough Sex                    |
| 2010 | Feminist Porn Award        | Nominada   | n/a                                            | Tristan Taormino's Expert Guide to Threesomes              |
| 2011 | Lambda Literary Award      | Guanyadora | Lesbian Erotica                                | Sometimes She Lets Me: Best Butch/Femme Erotica            |
| 2011 | NLA Samois Anthology Award | Guanyadora | Lesbian Erotica                                | Sometimes She Lets Me: Best Butch/Femme Erotica            |
| 2011 | Feminist Porn Award        | Guanyadora | Hottest BDSM Movie                             | Rough Sex 2                                                |
| 2011 | AVN Award                  | Guanyadora | Best Educational Release                       | Tristan Taormino's Expert Guide to Advanced Fellatio       |
| 2011 | AVN Award                  | Nominada   | Best Vignette Release                          | Rough Sex 2                                                |
| 2011 | AVN Award                  | Nominada   | Best Couples Sex Scene                         | Rough Sex 2                                                |
| 2011 | AVN Award                  | Nominada   | Most Outrageous Sex Scene                      | Rough Sex 2                                                |
| 2011 | Feminist Porn Award        | Nominada   | n/a                                            | Tristan Taormino's Expert Guide to Female Orgasms          |
| 2012 | Lambda Literary Award      | Guanyadora | Transgender Fiction                            | Take Me There: Trans and Genderqueer Erotica               |
| 2012 | Feminist Porn Award        | Guanyadora | Smutty Schoolteacher of the Year               | Tristan Taormino's Expert Guide to Advanced Anal Sex       |
| 2012 | AVN Award                  | Nominada   | Best Educational Release                       | Tristan Taormino's Expert Guide to Advanced Anal Sex       |
| 2012 | AVN Award                  | Nominada   | Best Educational Release                       | Tristan Taormino's Expert Guide to Female Orgasms          |
| 2012 | AVN Award                  | Nominada   | Best Group Sex Scene                           | Rough Sex 3: Adrianna's Dangerous Mind                     |
| 2012 | AVN Award                  | Nominada   | Best Anal Sex Scene                            | Rough Sex 3: Adrianna's Dangerous Mind                     |
| 2012 | AVN Award                  | Nominada   | Best Three-Way Sex Scene                       | Rough Sex 3: Adrianna's Dangerous Mind                     |
| 2012 | AVN Award                  | Nominada   | Best Vignette Release                          | Rough Sex 3: Adrianna's Dangerous Mind                     |
| 2012 | AVN Award                  | Nominada   | Best Director, Non-Feature                     | Rough Sex 3: Adrianna's Dangerous Mind                     |
| 2013 | Feminist Porn Award        | Guanyadora | Smutty Schoolteacher of the Year               | Tristan Taormino's Expert Guide to Pegging                 |
| 2013 | AVN Award                  | Nominada   | Best Educational Release                       | Tristan Taormino's Expert Guide to Pegging                 |